# Liberales

Il simbolo cuneiforme Ama-gi che significa "libertà" usata da alcuni libertariani, è anche il logo del think tank Liberales

Liberales è un think tank indipendente fiammingo che rappresenta la libertà individuale, la giustizia e i diritti umani. Liberales vede il liberalismo come un'ideologia progressista e apertamente opposta al conservatorismo, al fascismo, al comunismo e all'intolleranza religiosa. La richiesta contro un mercato libero assoluto e per le correzioni del governo a molti livelli sociali solleva tuttavia interrogativi nei circoli libertari.
Andreas Tirez è il portavoce dell'organizzazione. Altri membri ben noti del consiglio sono Mathias De Clercq, membro della Camera dei rappresentanti belga e consigliere di Gand, e Dirk Verhofstadt, fratello dell'ex primo ministro belga liberale Guy Verhofstadt.
Liberales è riconosciuto come un autorevole think tank liberale nelle Fiandre, ma non ha alcun legame strutturale con il partito liberale fiammingo Liberali e Democratici Fiamminghi Aperti.